# Sandrine Mainville
Sandrine Mainville, född 20 mars 1992, är en kanadensisk simmare. 
Mainville tävlade för Kanada vid olympiska sommarspelen 2016 i Rio de Janeiro. Hon var en del av Kanadas lag som tog brons på 4x100 meter frisim.

## Personliga rekord
| Långbana (50 meter) - 50 meter frisim – 24,67 (Budapest, 29 juli 2017) - 100 meter frisim – 53,77 (Budapest, 23 juli 2017) | Kortbana (25 meter) - 50 meter frisim – 24,25 (Toronto, 23 februari 2018) - 100 meter frisim – 52,41 (Berlin, 11 augusti 2013) - 200 meter frisim – 1.57,63 (Sherbrooke, 24 februari 2017) - 50 meter fjärilsim – 25,99 (Eindhoven, 8 augusti 2013) |